# Sanga (Burkina Faso)
Sanga ist sowohl eine Gemeinde (französisch commune rurale) als auch ein dasselbe Gebiet umfassendes Departement im westafrikanischen Staat Burkina Faso, in der Region Centre-Est und der Provinz Koulpélogo. Die Gemeinde hat in 41 Dörfern 46.461 Einwohner.